# The Narrow Road
The Narrow Road è un cortometraggio muto del 1912 diretto da D.W. Griffith.

## Trama
All'uscita dal carcere, due ex detenuti decidono di imboccare ognuno una strada diversa: il primo vuole rigare dritto e rifarsi una vita, il secondo - al contrario - preferisce tornare al crimine, coinvolgendo anche l'altro nei suoi loschi affari.

## Produzione
Il film fu prodotto dalla Biograph Company. Venne girato a Fort Lee, nel New Jersey e in California.

## Distribuzione
Distribuito dalla General Film Company, il film - un cortometraggio di una bobina - uscì nelle sale cinematografiche USA il 1º agosto 1912. Nello stesso anno, il 29 settembre, venne distribuito anche nel Regno Unito dalla J.F. Brockliss.
Copia della pellicola viene conservata negli archivi della Library of Congress.